# Emil Eberle
Emil Eberle (? – ?) világbajnoki bronzérmes és Európa-bajnoki ezüstérmes svájci jégkorongozó.
Tagja volt a svájci válogatottnak az 1930-as jégkorong-világbajnokságon, mint cserekapus. Bronzérmesek lettek. Ez a világbajnokság Európa-bajnokságnak is számított és az európai csapatok között ezüstérmesek lettek. Még két világbajnokságon vett részt. Az 1933-ason és az 1934-eson. Az 1934-es világbajnokság Európa-bajnokságnak is számított és ezüstérmesek lettek.